# HD 197076
HD 197076，又名BD+19 4484，SAO 106373、HR 7914，是一颗恒星，视星等为6.45，位于銀經63.85，銀緯-13.22，其B1900.0坐标为赤經20h 36m 13.8s，赤緯+19° -13.22′ 18″。